# Munchhouse
Munchhouse (Münchhausen in tedesco, Míínkhüse in alsaziano) è un comune francese di 1 577 abitanti situato nel dipartimento dell'Alto Reno nella regione del Grand Est.

## Società

### Evoluzione demografica
Abitanti censiti